# Joaquin Garay III
Joaquin Garay III (* 30. Oktober 1968 in Canoga Park, Kalifornien, USA) ist ein US-amerikanischer Schauspieler und Drehbuchautor. Er ist einer der wenigen Schauspieler indianischer Abstammung.

## Leben
Garay stammt aus einer Entertainer-Familie: Garays Vater ist der Radiomoderator Joaquin Garay, sein Großvater ist Joaquin Garay Sr., seine Geschwister sind Ricky Garay, Val Garay und Linda Garay. Seine Tochter ist Carmina Garay. Garay spricht fließend Spanisch.
Garay bekam seine erste Filmrolle bereits im Alter von vier Jahren. Er wurde bekannt durch die Rolle des kleinen Paco in Herbie dreht durch. Hauptsächlich ist er jedoch in Werbefilmen zu sehen.
Seit 2006 schreibt Garay mit seinem Bruder Ricky Garay Drehbücher für die Sketch-Comedy Unacceptable Behaviour. 2010 veröffentlichte er den Kurzfilm KILO, für den er mehrere Preise gewann.
Im Theater spielt er 2012 die Rolle des Felix Unger in Neil Simons The Odd Couple und spielt auch in Ray Bradburys The Wonderful Ice Cream Suit.

## Filmografie
- 1980: Herbie dreht durch
- 2002: Mixed Nuts
- 2003: Last Call
- 2006–: Unacceptable Behaviour
- 2010: KILO